# Sporobolus texanus
Sporobolus texanus är en gräsart som beskrevs av George Vasey. Sporobolus texanus ingår i släktet droppgräs, och familjen gräs. Inga underarter finns listade i Catalogue of Life.